# 1999 AZ3
1999 AZ3 är en asteroid i huvudbältet som upptäcktes den 10 januari 1999 av den japanska astronomen Takao Kobayashi vid Ōizumi-observatoriet.
Asteroiden har en diameter på ungefär 6 kilometer och den tillhör asteroidgruppen Koronis.